# Phalanger vestitus
Il cusco di Stein (Phalanger vestitus Milne-Edwards, 1877) è un marsupiale arboricolo della famiglia dei Falangeridi.

## Descrizione
I maschi hanno una lunghezza testa-corpo di 32,7-43,7 cm e una coda di 30,5-40,4 cm; le femmine, più grandi, hanno una lunghezza testa-corpo di 35,3-45,5 cm e una coda di 33,3-38,7 cm. Avendo un areale piuttosto vasto, il manto del cusco di Stein varia molto da una regione all'altra, sia nella lunghezza del pelo che nella sua colorazione. Si va da esemplari dal manto breve color bruno-argento chiaro, attraverso esemplari intermedi dalla colorazione simile a quella del cusco di montagna (P. carmelitae), a esemplari dal manto lungo color marrone scuro, simili al cusco sericeo (P. sericeus).

## Biologia
Attivo soprattutto al crepuscolo e di notte, il cusco di Stein è essenzialmente vegetariano: mangia frutti e foglie ma integra la sua dieta con insetti e uova di volatili. Si ritiene che la femmina partorisca un unico piccolo.

## Distribuzione e habitat
Il cusco di Stein è endemico della Nuova Guinea. Vive, con quattro popolazioni molto distanziate tra loro, nelle foreste pluviali di montagna, a quote comprese tra i 1200 e i 2200 m.